# دان كيمبل
دان كيمبل (بالإنجليزية: Dan Kimball)‏ هو عالم عقيدة ومؤلف أمريكي، ولد في القرن العشرين في نيوجيرسي في الولايات المتحدة.